# Osogna
Osogna és un municipi del cantó de Ticino (Suïssa), situat al districte de Riviera.